# Леонид Спасов
Леонид Спасов е български филолог, просветен деец и литературовед от Македония.

## Биография
Роден е в 1878 година в град Битоля, тогава в Османската империя. Завършва прогимназия в родния си град. Завършва философия в Лайпцигския университет в 1902 година и филология в Пражкия в 1903 година. Дълги години работи като учител и директор в Пловдивската мъжка гимназия, а по-късно е областен инспектор. През 1932-33 год. е директор на гимназията в Казаннлък. Участва в назначената от Министерството на просветата комисия, в за причините на смъртта на Христо Ботев.